# Wang Qiang (tennisster)
Dit is een Chinese naam; de familienaam is Wang.
Wang Qiang (王蔷) (Tianjin, 14 januari 1992) is een tennisspeelster uit China.
Zij begon volgens de ITF op twaalfjarige leeftijd met tennis – zelf verklaart zij op negenjarige leeftijd te zijn begonnen. Haar favoriete ondergrond is hardcourt. Zij speelt rechtshandig en heeft een tweehandige backhand.

## Loopbaan
In 2014 debuteerde Wang op een grandslamtoernooi door op het US Open een plaats te veroveren via het kwalificatietoernooi. In de eerste ronde won zij van een andere kwalificante, Paula Kania – in de tweede ronde verloor zij van Casey Dellacqua.
In de periode 2012–2020 vertegenwoordigde zij de Volksrepubliek China bij de Fed Cup – zij behaalde daar een winst/verlies-balans van 18–10.
Op het WTA-circuit bereikte zij in 2014 voor het eerst de finale, op het toernooi van Ningbo. Daar verloor zij van de Poolse Magda Linette.
In 2015 nam Wang aan alle vier grandslamtoernooien deel. Op het US Open, waar zij op grond van haar ranking (112) rechtstreeks werd toegelaten, won zij in de eerste ronde van kwalificante Maria Sakkari, alvorens te zwichten voor Barbora Strýcová.
In 2017 won Wang haar eerste WTA-titel, op het toernooi van Zhengzhou.
In november 2018 kwam zij binnen in de top twintig van de wereldranglijst.
In 2019 bereikte Wang de kwartfinale op het US Open.

## Posities op deWTA-ranglijst
Positie per einde seizoen:
| jaar | rang enkelspel | rang dubbelspel |
| ---- | -------------- | --------------- |
| 2006 | 896            | –               |
| 2007 | 778            | –               |
| 2008 | 556            | –               |
| 2009 | 363            | 835             |
| 2010 | 291            | 622             |
| 2011 | 270            | 1208            |
| 2012 | 193            | –               |
| 2013 | 217            | –               |
| 2014 | 100            | –               |
| 2015 | 114            | 969             |
| 2016 | 70             | 1119            |
| 2017 | 45             | 154             |
| 2018 | 20             | 253             |
| 2019 | 29             | 306             |
| 2020 | 34             | 527             |

## Palmares
| Legenda                 |
| ----------------------- |
| Grandslamtoernooi       |
| Olympische Spelen       |
| Year-End Championships  |
| Premier Mandatory       |
| Premier Five / WTA 1000 |
| Premier / WTA 500       |
| International / WTA 250 |
| Challenger / WTA 125    |

### WTA-finaleplaatsen enkelspel
| nr.              | finale     | toernooi         | ondergrond    | tegenstandster      | score               |         |
| ---------------- | ---------- | ---------------- | ------------- | ------------------- | ------------------- | ------- |
| gewonnen finales |            |                  |               |                     |                     |         |
| 1.               | 2017-04-23 | WTA Zhengzhou    | hardcourt     | Peng Shuai          | 3-6, 7-6, 1-1, opg. | details |
| 2.               | 2018-07-29 | WTA Nanchang     | hardcourt     | Zheng Saisai        | 7-5, 4-0, opgave    | details |
| 3.               | 2018-09-22 | WTA Guangzhou    | hardcourt     | Joelija Poetintseva | 6-1, 6-2            | details |
| verloren finales |            |                  |               |                     |                     |         |
| 1.               | 2014-11-02 | WTA Ningbo       | hardcourt     | Magda Linette       | 6-3, 5-7, 1-6       | details |
| 2.               | 2018-10-14 | WTA Hongkong     | hardcourt     | Dajana Jastremska   | 2-6, 1-6            | details |
| 3.               | 2018-11-04 | WTA Elite Trophy | hardcourt (i) | Ashleigh Barty      | 3-6, 4-6            | details |
| 4.               | 2021-05-22 | WTA Parma        | gravel        | Cori Gauff          | 1-6, 3-6            | details |

### WTA-finaleplaatsen vrouwendubbelspel
| nr.              | finale     | toernooi     | ondergrond | partner    | tegenstandsters              | score    |         |
| ---------------- | ---------- | ------------ | ---------- | ---------- | ---------------------------- | -------- | ------- |
| gewonnen finales |            |              |            |            |                              |          |         |
| geen             |            |              |            |            |                              |          |         |
| verloren finales |            |              |            |            |                              |          |         |
| 1.               | 2017-10-15 | WTA Hongkong | hardcourt  | Lu Jiajing | Chan Hao-ching Chan Yung-jan | 1-6, 1-6 | details |

## Resultaten grote toernooien
| Legenda | Legenda                          |
| ------- | -------------------------------- |
| g.t.    | geen toernooi gehouden           |
| l.c.    | lagere categorie                 |
| –       | niet deelgenomen                 |
| G       | uitgeschakeld in de groepsfase   |
| 1R      | uitgeschakeld in de eerste ronde |
| 2R      | uitgeschakeld in de tweede ronde |
| 3R      | uitgeschakeld in de derde ronde  |
| 4R      | uitgeschakeld in de vierde ronde |
| KF      | uitgeschakeld in de kwartfinale  |
| HF      | uitgeschakeld in de halve finale |
| F       | de finale verloren               |
| W       | het toernooi gewonnen            |
| w-v     | winst/verlies-balans             |

### Enkelspel
| toernooi            | 2012 | 2013 | 2014 | 2015 | 2016 | 2017 | 2018 | 2019 | 2020 | 2021 |
| ------------------- | ---- | ---- | ---- | ---- | ---- | ---- | ---- | ---- | ---- | ---- |
| grandslamtoernooien |      |      |      |      |      |      |      |      |      |      |
| Australian Open     | –    | –    | –    | 1R   | 2R   | 1R   | 1R   | 3R   | 4R   | 1R   |
| Roland Garros       | –    | –    | –    | 1R   | 2R   | 1R   | 3R   | 2R   | –    |      |
| Wimbledon           | –    | –    | –    | 1R   | 1R   | 2R   | 1R   | 3R   | g.t. |      |
| US Open             | –    | –    | 2R   | 2R   | 2R   | 1R   | 3R   | KF   | –    |      |
| Premier Mandatory   |      |      |      |      |      |      |      |      |      |      |
| Indian Wells        | –    | –    | –    | –    | –    | 2R   | 4R   | 4R   |      |      |
| Miami               | –    | –    | –    | –    | –    | 2R   | 1R   | KF   |      |      |
| Madrid              | –    | –    | –    | –    | –    | 3R   | 1R   | 1R   |      |      |
| Peking              | 1R   | –    | –    | 2R   | 1R   | 1R   | HF   |      |      |      |
| Premier Five        |      |      |      |      |      |      |      |      |      |      |
| Dubai/Doha          | –    | –    | –    | 2R   | 1R   | KF   | 1R   | –    |      |      |
| Rome                | –    | –    | –    | –    | –    | 2R   | –    | 1R   |      |      |
| Montréal/Toronto    | –    | –    | –    | –    | –    | –    | 1R   | –    |      |      |
| Cincinnati          | –    | –    | –    | –    | –    | –    | –    | 1R   |      |      |
| Tokio/Wuhan         | –    | –    | –    | –    | –    | 3R   | HF   |      |      |      |
| olympisch           |      |      |      |      |      |      |      |      |      |      |
| Olympische Spelen   | –    | g.t. | g.t. | g.t. | 1R   | g.t. | g.t. | g.t. | g.t. |      |
| statistieken        |      |      |      |      |      |      |      |      |      |      |
| titels per jaar     | 0    | 0    | 0    | 0    | 0    | 1    | 2    | 0    | 0    | 0    |
| eindejaarsranking   | 193  | 217  | 100  | 114  | 70   | 45   | 20   | 29   | 34   |      |

### Vrouwendubbelspel
| toernooi        | 2016 | 2017 | 2018 | 2019 |
| --------------- | ---- | ---- | ---- | ---- |
| Australian Open | –    | 1R   | 1R   | 2R   |
| Roland Garros   | –    | 2R   | 2R   | 1R   |
| Wimbledon       | –    | 1R   | 1R   | –    |
| US Open         | 1R   | 2R   | 1R   | –    |